# Frederick Assmuth
Frederick Assmuth (* 20. Dezember 1977) ist ein ehemaliger deutscher Fußball-Schiedsrichterassistent und derzeitiger Video-Assistent.

## Leben
Assmuth legte seine Schiedsrichterprüfung 1992 im Alter von 14 Jahren ab. 2005 wurde er Teil des DFB-Kaders der Schiedsrichterassistenten, 2009 stieg er als spezialisierter Assistent in die Bundesliga auf. Assmuth im Schiedsrichterteam um Sascha Stegemann am 17. August 2021 im Supercup zwischen Borussia Dortmund und dem FC Bayern München.
Am 21. Mai 2022 wurde er ebenfalls als Assistent von Stegemann im DFB-Pokalfinale 2022 zwischen RB Leipzig und dem SC Freiburg eingesetzt.
Nach der Saison 2024/25 beendete er seine aktive Karriere auf dem Feld. Er wird weiterhin als AVAR eingesetzt. Als Linienrichter kam er in 150 Spielen in der 2. Bundesliga und 214 Spielen in der Bundesliga zum Einsatz.
Assmuth ist verheiratet, hat drei Kinder und wohnt in Refrath.